# Oedipoda
Oedipoda is een geslacht van rechtvleugeligen uit de familie veldsprinkhanen (Acrididae). De wetenschappelijke naam van dit geslacht is voor het eerst geldig gepubliceerd in 1829 door Latreille.

## Soorten
Het geslacht Oedipoda omvat de volgende soorten:
- Oedipoda aurea Uvarov, 1923
- Oedipoda caerulescens Linnaeus, 1758 (Blauwvleugelsprinkhaan)
- Oedipoda canariensis Krauss, 1892
- Oedipoda charpentieri Fieber, 1853
- Oedipoda coerulea Saussure, 1884
- Oedipoda discessa Steinmann, 1965
- Oedipoda fedtschenki Saussure, 1884
- Oedipoda fuscocincta Lucas, 1849
- Oedipoda germanica Latreille, 1804 (Roodvleugelsprinkhaan)
- Oedipoda himalayana Uvarov, 1925
- Oedipoda infumata Bey-Bienko, 1949
- Oedipoda jaxartensis Uvarov, 1912
- Oedipoda kurda Descamps, 1967
- Oedipoda ledereri Saussure, 1888
- Oedipoda liturata Le Guillou, 1841
- Oedipoda maculata Le Guillou, 1841
- Oedipoda miniata Pallas, 1771
- Oedipoda muchei Harz, 1978
- Oedipoda neelumensis Mahmood & Yousuf, 1999
- Oedipoda pernix Steinmann, 1965
- Oedipoda schochii Brunner von Wattenwyl, 1884
- Oedipoda tincta Walker, 1870
- Oedipoda turkestanica Steinmann, 1965
- Oedipoda venusta Fieber, 1853